# 亀頭機能不全症候群
亀頭機能不全症候群（きとうきのうふぜんしょうこうぐん、英: Glans insufficiency syndrome, Glans insufficiency）、亀頭冷感症（きとうれいかんしょう、英: Cold glans）、ソフトグランス（英: Soft glans）とは、男性が罹患する医学的疾患である。この病態は、性的興奮時に陰茎亀頭が勃起した状態を持続的に維持できず、柔らかく冷たいままであることを特徴とする。この疾患は、感度の低下、勃起の維持困難、および全体的な生活の質など、人の性機能に影響を及ぼす可能性がある。
この疾患は通常、陰茎インプラント手術を受けた患者に見られるが、疾患の定義が複雑で不明確であり、一般集団ではしばしば過小診断される。

## 病態生理
一般的には、3つの異なる病態が想定されている：
- 開始の不全：海綿体の陰茎背神経（英語版）などの運動神経に影響を及ぼす神経学的損傷により、動脈流入および静脈閉塞過程の開始が困難となる。尿道狭窄手術後によくみられる。
- 充血の不全：背側動脈または海綿体動脈内の動脈閉塞性疾患に起因し、海綿体勃起組織（英語版）への十分な動脈灌流を妨げる。アテローム性動脈硬化症または会陰部外傷に関連する。
- 維持の不全：海綿体勃起組織の線維化により、白膜下の静脈に圧迫を与えることができず、静脈閉塞性機能障害（VOD）を引き起こす。これは、血管危険因子による海綿体勃起組織の線維化、会陰部外傷、外科的損傷、持続勃起症の治療など、様々な原因によって生じ得る。

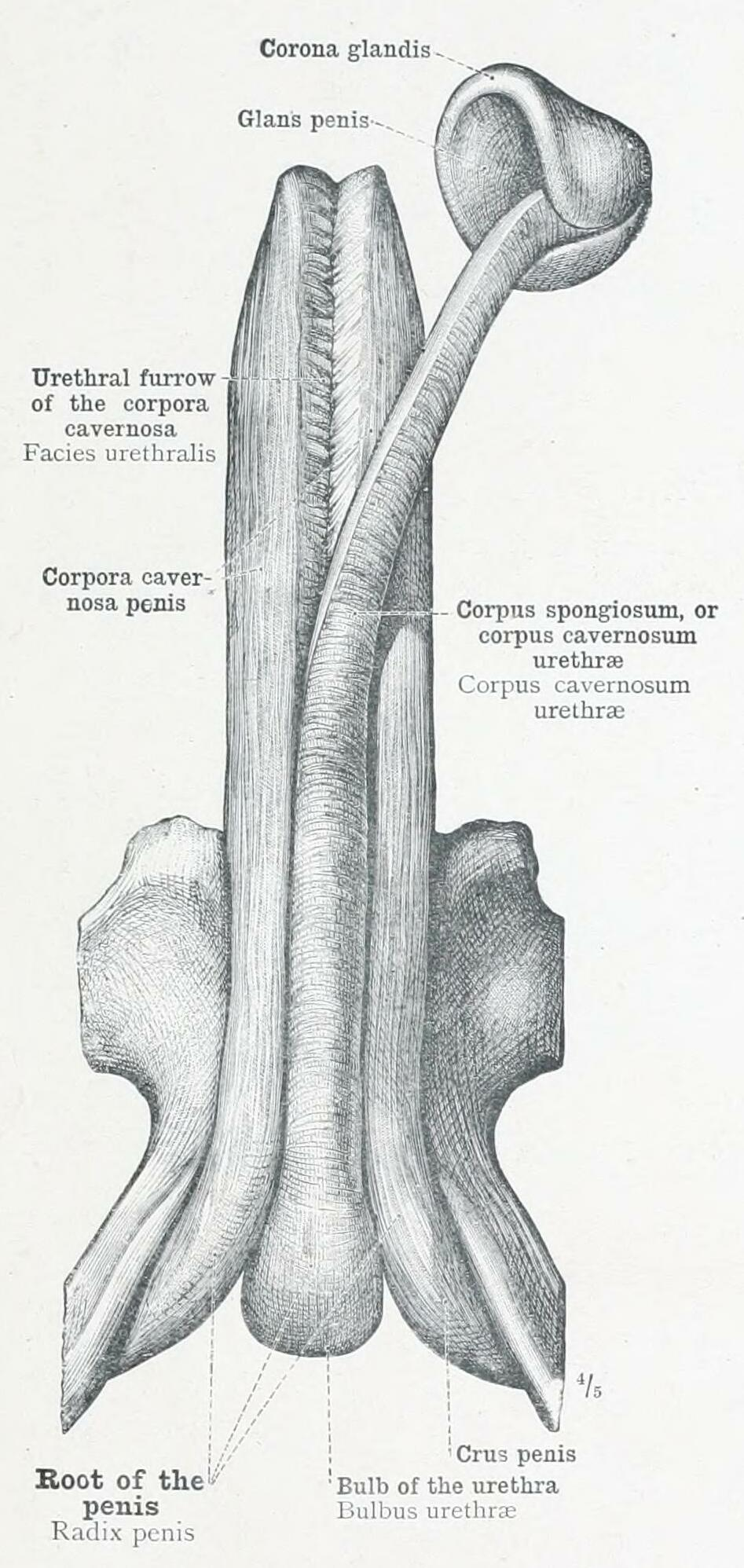
ヒト陰茎の海綿体

## 原因
亀頭機能不全症候群の真の原因には、血流、神経系機能、ホルモンバランスの乱れ、薬剤の副作用、外傷に関連する問題が関与している可能性があり、複雑かつ多因子性である。
亀頭増大が起こらない原因としては、勃起時の亀頭内部の圧力が海綿体内の圧力よりも常に低いことが考えられる。亀頭の膨張は通常、血管作動性薬剤の陰茎海綿体内注射には反応せず、陰茎インプラントの挿入後に消失することが多い。

## 有病率
尿道形成術や陰茎インプラント術を受けた患者では、性的刺激に対しても、亀頭が柔らかく冷たいままであることがある。前部尿道形成術を受けた患者の4～60％が亀頭機能不全症候群であったと報告されている。

## 治療
治療の選択肢には、機械的、薬理学的、外科的アプローチがある。外科的介入には、静脈の結紮やシャントの閉鎖が含まれるが、その有効性についての研究はまだ限定的である。
陰茎インプラント術を受けた患者では、インプラントの修正と亀頭強化術を組み合わせて亀頭機能不全症候群が緩和した。この方法では、冠状溝後静脈叢のストリッピング術と、陰茎門部の浅陰茎背静脈（DDV）と回旋静脈（CV）の結紮術が含まれていた。
1990年の研究では、静脈漏出による亀頭機能不全を修復する治療法が用いられた。診断は、薬力学的超音波検査を行いながら、深背静脈からの造影剤の排出を観察することで確立された。治療には、勃起時の亀頭からの病的な静脈流出を減少させることを目的とした、深背部静脈の外科的切除と結紮が用いられた。この治療により、亀頭の正常な勃起が充分に回復した。

ヒト陰茎の静脈と動脈の断面図